# Distretto di Isoka
Il distretto di Isoka è un distretto dello Zambia, parte della Provincia di Muchinga.
Il distretto comprende 9 ward:
- Itukuta
- Kantenshya
- Kapililonga
- Kasoka
- Luangwa
- Milongo
- Mpungu
- Nkombwa
- Sasamwenje